# Benoît Assou-Ekotto
Benoît Pierre David Assou-Ekotto (* 24. März 1984 in Arras) ist ein ehemaliger französisch-kamerunischer Fußballspieler auf der Position eines linken Verteidigers.

## Karriere

### Verein
Assou-Ekotto begann im Jahre 2003 seine Profikarriere beim RC Lens, der ihn 1994 von seinem Jugendverein ASPTT Arras verpflichtet hatte. Sein Debüt in der Ligue 1 gab der er am 28. März 2004 im Spiel gegen Paris Saint-Germain. Das Spiel wurde mit 1:0 gewonnen, zwei weitere Einsätze folgten. Am Saisonende wurde der RC Lens Achter der Ligue 1. Assou-Ekottos erfolgreichste Saison mit dem RC Lens war die Saison 2005/06, in der man Vierter wurde: Über den UI-Cup qualifizierte sich der RC Lens für den UEFA-Pokal und schied in der dritten Runde gegen Udinese Calcio aus. Assou-Ekotto spielte zum ersten Mal international im Hinspiel gegen Lech Posen; das Spiel endete 2:1.
Im folgenden Jahr wechselte Assou-Ekotto zu Tottenham Hotspur in die Premier League. Sein erstes Pflichtspiel absolvierte er am 19. August 2006 am ersten Spieltag gegen die Bolton Wanderers, das mit 0:2 verloren wurde. Nach der ersten Saison kam er wegen einer Knieverletzung in der Saison 2007/08 nur noch zu einem Einsatz in der Premier League und einem im UEFA-Pokal. 2008/09 wurde Assou-Ekotto Stammspieler der Spurs; in 38 Spielen wurde er 29-mal eingesetzt. Tottenham belegte den achten Platz und unterlag im Finale des englischen League Cup Manchester United im Elfmeterschießen mit 1:4.
Am 2. September 2013 wechselte bis Assou-Ekotto zum Ende der Saison auf Leihbasis in die Football League Championship zu den Queens Park Rangers. Im Februar 2015 wurde sein Vertrag bei Tottenham Hotspur aufgelöst, nachdem er unter Trainer Mauricio Pochettino in der Saison 2014/15 kein Spiel bestritten hatte. Sein letztes Spiel für Tottenham hatte er im Mai 2013 bestritten.
Am 16. August 2016 unterschrieb Assou-Ekotto einen Vertrag beim FC Metz. Hier spielte der Verteidiger bis zum Sommer 2018 und ist seitdem ohne neuen Verein.

### Nationalmannschaft
Am 11. Februar 2009 für ein Freundschaftsspiel gegen Guinea zum ersten Mal in die kamerunische Nationalmannschaft einberufen, für die er sich, obwohl er auch für den französischen Verband hätte spielen können, entschieden hatte. Mit der Nationalmannschaft nahm er an der Weltmeisterschaft 2014 teil und erregte Aufsehen, als er im Spiel gegen Kroatien seinem eigenen Mannschaftskameraden Benjamin Moukandjo eine Kopfnuss verpasste. Kamerun schied in der Vorrunde aus.

## Familie
Sein älterer Bruder Mathieu Assou-Ekotto (* 8. April 1978) war ebenfalls Fußballprofi und spielte u. a. für Standard Lüttich und Excelsior Mouscron in Belgien.

## Erfolge
- UI-Cup Sieger 2005